# 東非側頸盒龜
東非側頸盒龜（学名：Pelusios subniger）或稱東非側頸龜，为非洲側頸龜屬下的一个种。只發現於非洲東部及東南部。常被與西非側頸龜混淆。

## 描述
東非側頸龜的背殼光滑而高隆，長度約5.1—7.9英寸（13—20），通常呈深褐色、灰色或黑色，邊緣有黃色斑點。胸甲有韌帶連接，呈 褐色、灰色、黑色或黃色。其上頜沒有啮喙。